# Procrimima procris
Procrimima procris là một loài bướm đêm thuộc phân họ Arctiinae, họ Erebidae.